# West Oakland
West Oakland is een metrostation in de Amerikaanse stad Oakland (Californië) en is onderdeel van het BART netwerk. Het station werd tegelijk met de Transbaytunnel op 16 september 1974, als laatste van het initiële net, geopend waarmee de beide delen van het BART netwerk met elkaar verbonden werden. Ten westen van het station ligt de helling naar het oostelijke portaal van de Transbaytunnel, ten oosten van het station ligt de splitsing waar de metro's naar het noorden (de rode en gele lijn) en zuiden (de blauwe en groene lijn) kunnen afbuigen voor de verdere rit aan de oostkant van de baai. Het station werd geopend als Oakland West, maar werd na een actie van buurtbewoners omgedoopt in West Oakland.